# The Powerpuff Girls Movie
The Powerpuff Girls Movie es una película de animación con temática de superhéroes estrenada el 3 de julio de 2002. En Hispanoamérica es conocida como Las chicas superpoderosas: la película y en España como Las supernenas: la película. Se basa en la serie de televisión The Powerpuff Girls y, como precuela, explora el nacimiento de las pequeñas Blossom, Bubbles y Buttercup (interpretadas por Cathy Cavadini, Tara Strong y Elizabeth Daily), quienes asumen la responsabilidad que tener superpoderes conlleva y enfrentan por primera vez a su futuro archienemigo, el chimpancé Mojo Jojo (Roger L. Jackson). El creador del programa, Craig McCracken, ejerció como director e ideó el argumento junto con los artistas Charlie Bean, Lauren Faust, Paul Rudish y Don Shank. Warner Bros. estuvo a cargo de la distribución en una alianza con Cartoon Network, cuyo estudio de animación (Cartoon Network Studios) y otras compañías subcontratadas realizaron la película con un presupuesto de once millones USD. Se trata además de la primera producción cinematográfica basada en una propiedad de dicho canal.
El planeamiento de esta precuela comenzó a inicios del año 2000, cuando The Powerpuff Girls tenía dos años de emisión y había generado varios millones USD con la venta de mercancías. Dado que el argumento está pensado para la audiencia general, se esperaba que The Powerpuff Girls Movie ampliara el gusto por la serie fuera de Estados Unidos y elevara el consumo de productos relacionados. También fue la manera en que el canal y su compañía matriz de entonces, AOL Time Warner, decidieron competir contra el estreno de Hey Arnold!: The Movie, de Nickelodeon y Viacom. Además de mantener el ritmo acelerado del programa (cuya duración varía de once a veintidós minutos por episodio), se logró mezclar el estilo 2D con imágenes generadas por computadora. En el departamento de producción, Mike Moon ejerció como director de arte y Genndy Tartakovsky como director de animación. La banda sonora es obra de James L. Venable, quien en esta ocasión supervisó a una orquesta de cincuenta músicos. En los cines, la proyección tenía como antesala un cortometraje de Dexter's Laboratory, titulado Chicken Scratch.
La Motion Picture Association le asignó la clasificación PG para advertir a los padres sobre las prolongadas escenas de acción frenética. Durante su semana de estreno en la taquilla doméstica (es decir, Estados Unidos y Canadá), The Powerpuff Girls Movie compitió contra filmes como Men in Black II y Lilo & Stitch, de modo que solo llegó a la novena posición en la lista de las películas más rentables de ese período. Tras su distribución a nivel internacional, falló en multiplicar la inversión presupuestaria con una recaudación total de dieciséis millones USD. Ciertos medios especularon que se habría capitalizado mejor en la popularidad del programa si la cinta se hubiese estrenado dos años antes. Sumado a esto, la compaña promocional de Warner fue débil en comparación con la de otros lanzamientos. La recepción de los críticos fue dispar, pero la cantidad de opiniones positivas le han generado un 63 % de aprobación en el sitio web Rotten Tomatoes. Algunas reseñas elogiaron la calidad de la animación, mientras que otras consideraron que las secuencias de violencia y destrucción eran demasiado intensas. Tras el fiasco financiero, Cartoon Network abandonó los planes de producir más versiones cinematográficas de sus series. Pese a haber generado opiniones diversas, The Powerpuff Girls Movie fue nombrada una de las cien mejores películas animadas de la historia en una lista elaborada por la Sociedad de Críticos de Cine en Línea en 2003.

## Sinopsis
En la ciudad de Townsville, donde el crimen y la injusticia imperan, el profesor Utonium reúne los ingredientes para crear una niña que, con buenos valores, contribuya a hacer el bien en la sociedad. Cuando Jojo —su inquieto chimpancé de laboratorio— lo empuja desde atrás, derrama accidentalmente una botella de «químico X» dentro del brebaje, generando así una explosión. El experimento da como resultado tres niñas (Blossom, Bubbles y Buttercup) cuyos superpoderes derivan de aquel potente elemento. Como efecto colateral, Jojo desarrolla un supercerebro y abandona el hogar luego de ver que el profesor se encariña con sus nuevas creaciones.

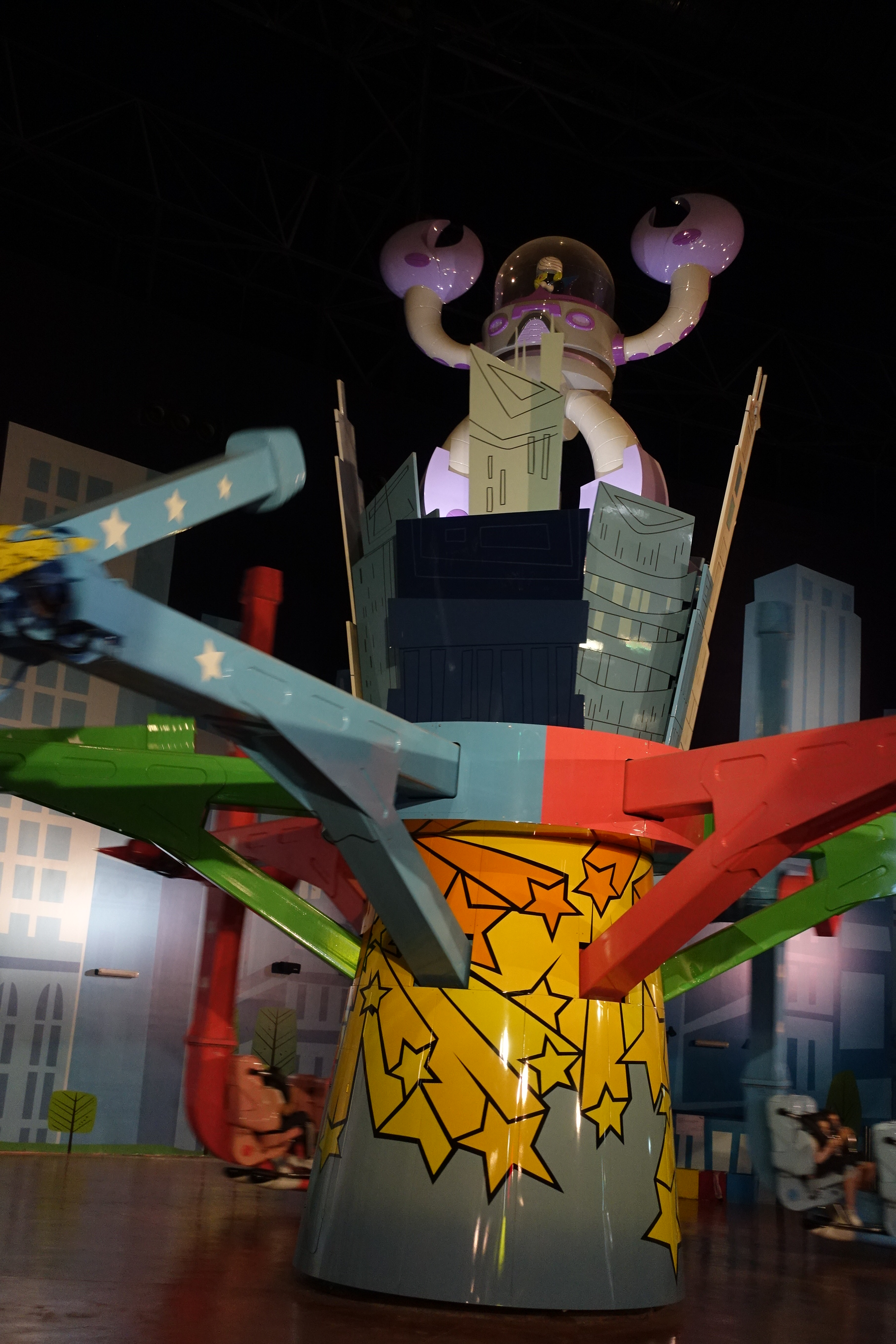
En The Powerpuff Girls Movie, las protagonistas conocen a su futuro archienemigo, Mojo Jojo. En la imagen, la atracción Mojo's Robot Rampage de IMG Worlds of Adventure (Dubái).

En su primer día en el parvulario, las niñas aprenden a jugar tag, mas su exagerada energía y el uso desmedido de sus superpoderes les hace abrirse camino hasta la urbe de Townsville. Los estragos que crean a su paso son tan grandes que la población se enfurece y el profesor es arrestado por ser el responsable del trío de «mutantes». Al día siguiente, las tres se resignan a volver a valerse de sus superpoderes y deben descubrir el camino a casa cuando el profesor es incapaz de ir a recogerlas. Bajo la lluvia, un Jojo sucio y sin hogar las defiende de un grupo de pandilleros para luego ganarse su simpatía. Enseguida las convence de reunir diversos materiales alrededor del mundo y crear con ellos un observatorio sobre la cima de un volcán, lo que presenta como parte de un plan para contentar a los ciudadanos y volverlos tolerantes a sus superpoderes. Para ultimar la «máquina para ayudar a la ciudad y hacerla un lugar mejor» (en inglés: «Help-the-Town-and-Make-It-a-Better-Place Machine»), Jojo logra que las niñas roben una botella de «químico X» del laboratorio de su padre. Como recompensa, las lleva al zoológico de Townsville, donde secretamente le implanta un despositivo transportador al gran número de primates conservados ahí; luego los junta en su observatorio y utiliza el «químico X» para convertirlos en superdotados.
Las chicas reciben a su recién liberado padre y lo convencen de que sus problemas desaparecerán cuando el plan de Jojo entre en acción. Lejos de cumplir lo prometido, el chimpancé lidera la rebelión de los primates contra los humanos y agradece públicamente a Blossom, Bubbles y Buttercup por haberlo ayudado. Ante la sorpresa y decepción de su padre, las tres abandonan la Tierra y se aíslan en una roca que flota en el espacio exterior. Los planes del ahora llamado Mojo Jojo cambian cuando sus secuaces se vuelven contra él, cada uno con la ambición de ser el líder supremo. Mojo toma al profesor de rehén mientras los gritos de los ciudadanos obligan a las protagonistas a regresar a Townsville. Allí descubren que la manera más efectiva de salvar a la multitud es usar sus superpoderes y derrotar a los simios uno por uno. Al terminar esta tarea se dirigen hacia el observatorio, donde Mojo, aún en busca del poder absoluto, se inyecta una dosis del «químico X» y se transforma en un enorme chimpancé mutante. En la intensa batalla entre él y las protagonistas, estas logran tirarlo de un rascacielos y devolverlo a su tamaño normal con la ayuda del «antídoto X». El profesor, al fin consciente de la bondad de sus pequeñas, expresa su arrepentimiento por haber dudado de ellas.
Cuando las heroínas están a punto de tomar una dosis del antídoto para convertirse en niñas normales, los habitantes de Townsville se muestran sumamente agradecidos por sus hazañas. Seguidamente, el alcalde las invita a proteger la ciudad cada vez que surja una amenaza, para así mantenerla libre de las injusticias. El profesor permite que asuman esta responsabilidad bajo la condición de que siempre vuelvan a casa a la hora pertinente. Desde entonces, Blossom, Bubbles y Buttercup se convierten en las Powerpuff Girls, alias que el narrador les asigna justo al final de la película.

## Temáticas
Al igual que en el origen de otros superhéroes, The Powerpuff Girls Movie explora la premisa de que una gran responsabilidad deriva de tener superpoderes. Esto provocó que algunos críticos compararan el desarrollo de las protagonistas con el de Peter Parker en Spider-Man, filme cuyo estreno ocurrió un par de meses antes que el de esta precuela. Gregory Weinkauf del periódico Riverfront Times caracterizó a ambas como «la historia de un superhéroe que da lo mejor de sí en la exploración de [sus] superpoderes» junto con «la ocasional escena de lucha emocional». Craig McCracken comentó que las coincidencias podrían deberse a la atmósfera intelectual que parece conectar a quienes escriben este tipo de historias en paralelo.
Las protagonistas, recién iniciadas en el uso de sus habilidades, son marginadas por otros ciudadanos hasta que conocen a su futuro adversario, quien gana su confianza al convencerlas de que sufre por estar en la misma posición que ellas. Robert Bell del sitio web Exclaim! observó que, con ello, la película «reconoce la hipocresía inherente de un mundo que afirma recompensar y valorar a aquellos que son especiales, mientras que en realidad los rechaza por demostrar sus diferencias», lo que lleva consigo cierta crítica social. Su análisis también sugiere que el genio malvado de Mojo Jojo y sus ansias por la dominación mundial son el producto de una sociedad «incapaz de interpretar y entender» a quienes divergen del resto. En ese sentido, el filme también funciona como una fábula acerca de cómo el bien se contrapone al mal. Para Ricardo Pohlenz de Grupo Reforma, The Powerpuff Girls Movie «explora esa zona intermedia en la que se toma la decisión para tomar un camino u otro»; es decir, convertirse en héroe o en villano. Barry Koch, el exvicepresidente de Cartoon Network en América Latina, consideró la confrontación de ambos bandos, así como el clásico triunfo de los buenos, como algo «histórico» en el cine más que algo contemporáneo a la película. Al final, son las Powerpuff Girls quienes enmiendan sus fatales errores y, en consecuencia, ganan su reputación como heroínas.

## Reparto y personajes
The Powerpuff Girls Movie mantiene el reparto de la serie en su versión en inglés. De acuerdo con un artículo de Entertainment Weekly de inicios de 2001, hubo cierta «desarmonía en la mesa de negociaciones» sobre quienes le pondrían su voz a los personajes en esta ocasión. Esto, según The Hollywood Reporter, se debió a que las tres actrices principales no estaban conformes con la paga que Cartoon Network les había ofrecido (entre 7500 y 10000 USD para cada una), por lo que existía la posibilidad de que fuesen reemplazadas. Sus agentes buscaron hacer un trato más lucrativo para ellas, acorde con las «tendencias del mercado» y lo que las tres significaban para la franquicia de The Powerpuff Girls, mientras que un portavoz de Cartoon Network sostuvo que ya se les había hecho una oferta generosa. Resuelto este conflicto, las negociaciones continuaron con algunos otros actores. Craig McCracken se mostró complacido por tener el reparto original de vuelta, puesto que contar con uno diferente «habría sido terrible». En lugar de trabajar aislados con el director, los actores se reunieron en una cabina y grabaron sus diálogos como si estuviesen en un «viejo programa de radio», método que sirvió para capturar la dinámica que debía haber entre sus personajes.
El reparto principal es el siguiente:
- Las Powerpuff Girls son tres niñas de edad preescolar; una pelirroja (Blossom), una rubia (Bubbles) y una morena (Buttercup).[6] Aunque nacieron con superpoderes como volar y disparar láseres por los ojos,[2] no conocen la magnitud de estos hasta que destruyen parcialmente su ciudad y la enfurecida población las llama «bichos raros».[6] Los elementos con los que están hechas («azúcar, especias y todo lo bueno» o «sugar, spice and everything nice»)[6] forman parte de la antigua rima infantil «What Are Little Boys Made Of?» («¿De qué están hechos los niños pequeños?»).[41] Sus nombres difieren en las versiones en español: Bombón, Burbuja y Bellota en Hispanoamérica y Pétalo, Burbuja y Cactus en España.[42][43]

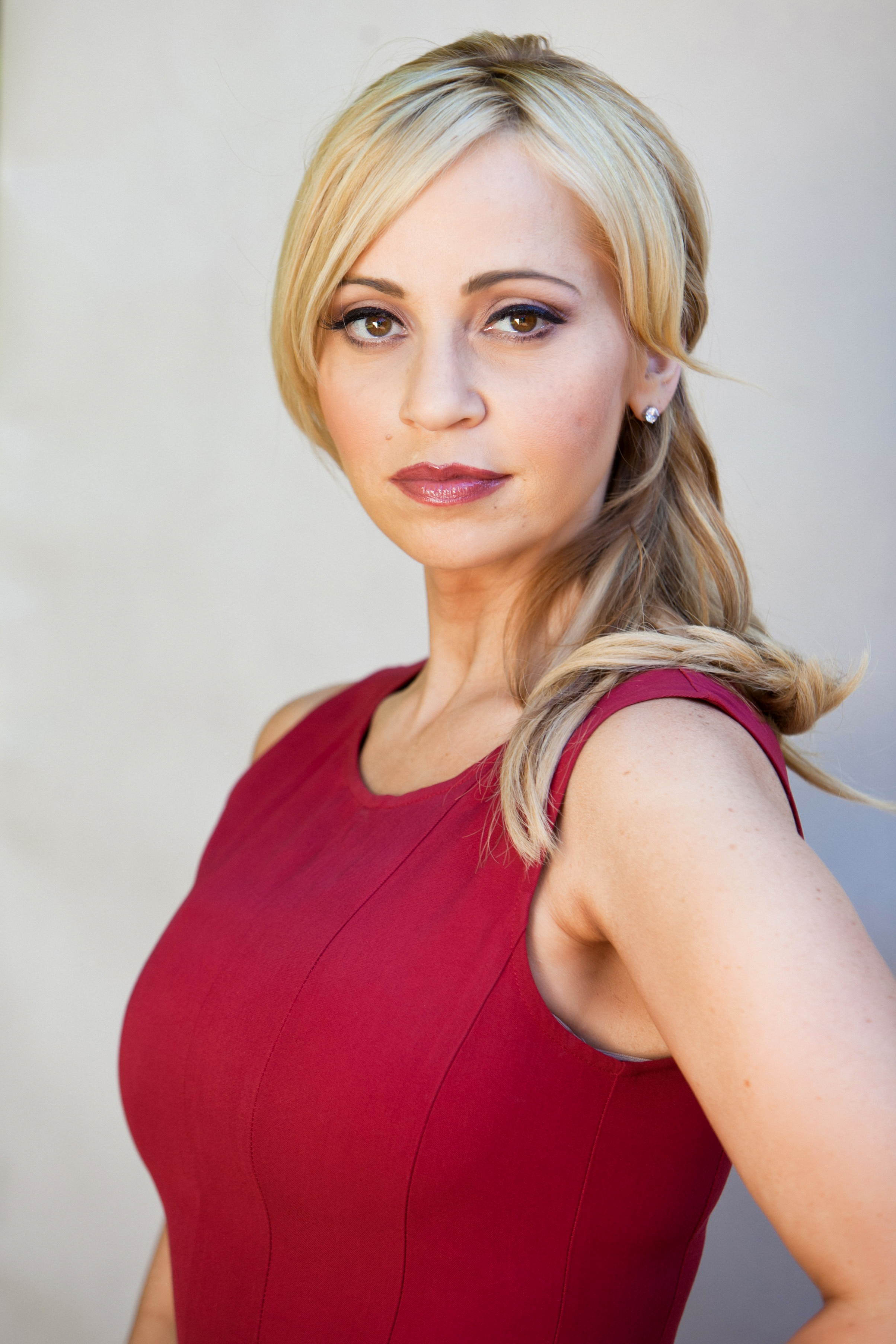
Tara Strong (2012) interpreta a Bubbles.

- Cathy Cavadini interpreta a Blossom, quien se esfuerza por mantener unido al equipo como la «líder y voz de la razón».

- Tara Strong interpreta a Bubbles, quien generalmente se deja llevar por sus emociones, pero desata su lado fuerte para resolver los problemas.

- Elizabeth Daily interpreta a Buttercup, la miembro más enérgica y temperamental del trío, aunque es igual de buena que sus hermanas.

- Tom Kane interpreta al profesor Utonium (llamado profesor Utonio en Hispanoamérica),[42] el gentil padre de las protagonistas.[6] Decidió crear a las «niñas perfectas» para aliviar a Townsville de sus problemas, pero no pretendía que el «químico X» les brindara superpoderes.[44] Luego demuestra que está ansioso por ser un buen padre.[44]

- Roger L. Jackson interpreta a Mojo Jojo, un chimpancé malvado, celoso y primitivo, responsable de que el profesor derramara el «químico X» y le brindara superpoderes a las protagonistas.[13] En la película consigue engañarlas para causar un gran caos en la ciudad.[6]

Además de ellos está Tom Kenny (el narrador y el alcalde de Townsville), Jennifer Martin (Sara Bellum, la asistente del alcalde), Jennifer Hale (la maestra Keane) y Jeff Bennet (los pandilleros Ace, Big Billy y Grubber). Los simios subordinados de Mojo Jojo tienen la voz de Rob Paulsen (Hotta Watta y Killa Drilla), Kevin Michael Richardson (Rocko Socko y Ojo Tango) y Frank Welker (el resto de la bandada, referida como «Whole Lotta Monkeys»). Grey DeLisle y Phil LaMarr proveen algunas voces adicionales a lo largo de la película.

## Producción

### Antecedentes

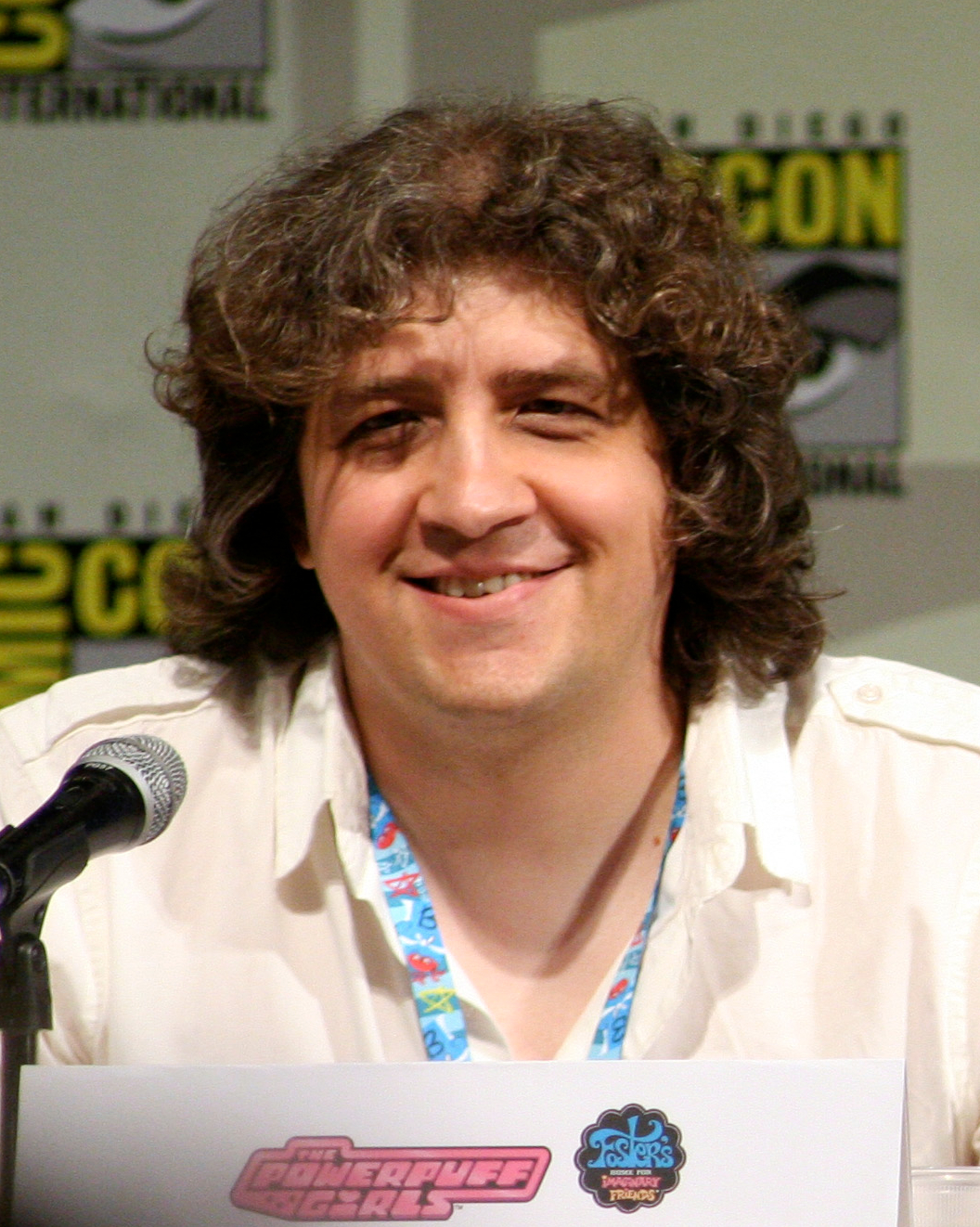
Craig McCracken (2008).

The Powerpuff Girls debutó en Cartoon Network el 18 de noviembre de 1998 y sus episodios exploran la vida de Blossom, Bubbles y Buttercup, tres niñas de edad preescolar que defienden la ciudad de Townsville de diversos villanos. La narración de apertura cuenta que el profesor Utonium las creó a partir de un brebaje que, con una dosis accidental de «químico X», les brindó superpoderes, premisa que el filme expande para explicar por qué quiso concebirlas en primer lugar. En solo cuatro años, el programa originó una franquicia cuyos beneficios rozaban los mil millones USD y su seguimiento se extendía desde niños pequeños hasta adultos de la llamada «cultura underground». Respecto a esto, la autora Jean Ann Wright señala en Animation Writing and Development (2005) que «los largometrajes normalmente requieren una audiencia amplia para justificar los costos». Craig McCracken atribuyó el éxito de su creación entre el público masculino a la presencia de escenas de acción entre superhéroes y «tipos malos».
Se completaron 49 episodios de media hora antes de darle pie a la realización de la película, que a su vez se había estado planeando desde inicios del año 2000. Ya en 2002, varias cintas basadas en series animadas habían llegado a las pantallas de cine, incluida Rugrats in Paris de 2000 y la primera adaptación a imagen real de Scooby-Doo. Para los ejecutivos de Cartoon Network, dar el mismo paso con The Powerpuff Girls debía impulsar las ventas de productos relacionados y ampliar su público fuera de Estados Unidos, además de hacerle frente a Nickelodeon y la competencia que suponía por liderar la audiencia infantil. Martin Goodman de Animation World Magazine (quien predijo que la película en cuestión recaudaría noventa millones USD) comparó esta tendencia en el cine con cómo algunas franquicias populares en Japón se adaptan a largometrajes que no se apegan del todo a la continuidad de la obra original. Con las cintas de The Powerpuff Girls y Hey Arnold! sumadas a este contexto, afirmó que un fracaso de taquilla podía verse compensado por las posteriores ventas en el mercado del vídeo doméstico, lo que «garantizaba» ganancias a las compañías productoras de una manera u otra. Sin embargo, Gerard Raiti —un contribuidor de la misma revista— escribió lo siguiente dos años antes de que The Powerpuff Girls Movie se estrenara:

«Una vez más, bajo el peso de las demandas de alta calidad y con poco tiempo [de producción], Cartoon Network está apostando a que las Chicas todavía serán populares en 2002. Si [la película] se lanzara este verano, durante lo que quizás sea el punto álgido en la popularidad del programa, sería un éxito garantizado. Sin embargo, los resultados que produzca en 2002 se verán determinados por las inconsistentes demandas del público preadolescente».

Un análisis similar provino de Mekeisha Madden, periodista de The News Tribune, quien reconoció el lento proceso de producir animaciones a mano como una de las razones en la demora del filme:

«La verdadera pregunta, de acuerdo con algunos fanes y expertos de la industria, es si la película aún es oportuna. Mientras que el programa todavía está de moda entre los niños más pequeños, The Powerpuff Girls alcanzó su apogeo en popularidad con gente mayor de catorce en el verano de 2000».

### Guion
El equipo creativo encabezado por McCracken propuso que la trama fuese «un espectáculo de acción» o un relato «más sutil» acerca de cómo las protagonistas nacieron con superpoderes, ideas que combinaron luego de que Cartoon Network gustó de ambas. Uno de los borradores involucraba a un «triunvirato de supervillanos que batallaban por la dominación del mundo», lo que, en palabras de la guionista Lauren Faust, dejaba muy poco espacio para «cositas encantadoras». El resultado debía presentar el concepto de The Powerpuff Girls a una audiencia nueva y satisfacer a la base de fanes existente. La estructuración de la historia tomó más de seis semanas dentro de un salón de conferencias situado en la ciudad de Burbank (California), donde McCracken y sus colaboradores (Faust, Charlie Bean, Paul Rudish y Don Shank) decidieron que lo mejor era prescindir de los guiones tradicionales y escribir todo a la par que lo ilustraban en storyboards que dividían la película en tres actos diferentes. A partir de ahí, hacer los bocetos y escribir los diálogos tomó cinco meses.
En la trama se exploran distintos «miniorígenes» (como el mal carácter de Buttercup por haber sido bautizada de última), pero principalmente la motivación de las Powerpuff Girls para convertirse en defensoras de su ciudad. El «químico X», un elemento de ciencia ficción, conserva aún su lado misterioso, porque así le da un sentido fantástico al origen de las protagonistas. McCracken decidió reforzar el aspecto de «superhéroes y peleas» de su creación, pues sentía que los sets de maquillaje y joyería que surgieron en el área de la mercadotecnia no reflejaban la esencia del programa. Su jefe de aquel entonces lo motivó a que el largometraje fuese atractivo para un público mayor de veinte años, una «mentalidad» que derivó del surgimiento de Adult Swim, el bloque de animación para adultos de Cartoon Network. McCracken afirmó que su intención era causar emociones que con la serie jamás había podido y, en entrevista para el diario Newsday, expresó: «Siempre he sentido que una película es, a menudo, el clavo en el ataúd de una gran propiedad. No quiero que la gente vea esta y diga: “Estoy harto de The Powerpuff Girls y no necesito verla de nuevo”». Sin embargo, en años posteriores declaró que olvidó aprovechar lo «tonto» que era el concepto de su caricatura al enfatizar el tono serio. En particular, dudó si su enfoque fue el correcto al haber hecho la película como un episodio largo, siendo el cine tan diferente a la televisión.

### Diseño y animación
La película, hecha a lo largo de quince meses, contó con un presupuesto de once millones USD, aproximadamente una décima parte de lo que Walt Disney Feature Animation invertía en sus lanzamientos cinematográficos. De hecho, esta era la primera vez que Cartoon Network se aventuraba a hacer un filme basado en una de sus propiedades desde su lanzamiento en 1992. Parte de la producción tuvo lugar en el recién inaugurado edificio de Cartoon Network Studios y en la sede de Virtual Magic Animation, ambos ubicados en el estado de California; los estudios Mercury Filmworks y Savage Frog! también fueron subcontratados. La película requirió recursos más sofisticados que los del programa televisivo, que a su vez fue uno de los últimos en implementar pintura acrílica sobre láminas de celuloide para la creación de fotogramas. Genndy Tartakovsky, el director de animación, definió el ritmo de cada una de las escenas antes de que el material de referencia se remitiera al extranjero. Esto comprendía los layouts de los personajes, dibujos detallados y en tamaño definitivo que indicaban el inicio y el final de cada acción. Los empleados de Rough Draft en Corea del Sur se encargaron de animar una gran porción de la película; su trabajo luego se enviaba a Los Ángeles, donde el equipo principal hacía las correcciones necesarias con la ayuda de herramientas digitales. Con este fin, todos los dibujos se hicieron a mano para después escanearlos, y el entintado se logró por medio del programa USAnimation de la compañía Toon Boom.
En esta precuela, elementos creados en 2D interactúan con objetos tridimensionales como la inmensa bola de cromo que rueda por el centro de Townsville. Los escenarios son amplias y detalladas pinturas que, con técnicas de composición y manipulación digital, obedecen al movimiento de la cámara con un sentido de la profundidad. Mike Moon, el director de arte, le explicó a Animation Magazine que la secuencia de tag consiste en una serie de fondos animados que, dado lo complejo de su realización, habrían lucido muy diferentes de haberse hecho a la manera tradicional: «Le pedimos [al equipo de Rough Draft] que no animaran nada, sino que pintaran elementos planos y separados de edificios, luego pudimos tomarlos, juntarlos, distorsionarlos y moverlos por la cámara en perspectiva». A través del multiplano creado en ese proceso, Townsville luce como «la ciudad amplia y cuantiosa» que las protagonistas deben proteger, en lugar de la metrópoli «plana» muchas veces vista en el programa. Además, se utilizó una gama de colores diferente para la mañana, la tarde y la noche, lo que resultó en una atmósfera más diversa de lo que la serie había alcanzado a presentar. Moon coordinó los distintos departamentos de arte, como el de colores y diseño de efectos, con tal de que el resultado de cada esfuerzo fuese «una gran pieza cinematográfica». Dadas algunas complejidades en la producción, hubo escenas que no fueron del todo satisfactorias para él y McCracken, como aquella en que las protagonistas se sumergen en la lava del volcán para colocar un dispositivo creado por Mojo Jojo (según el director, porque no transmitía la sensación «desorientadora» que ambos deseaban).

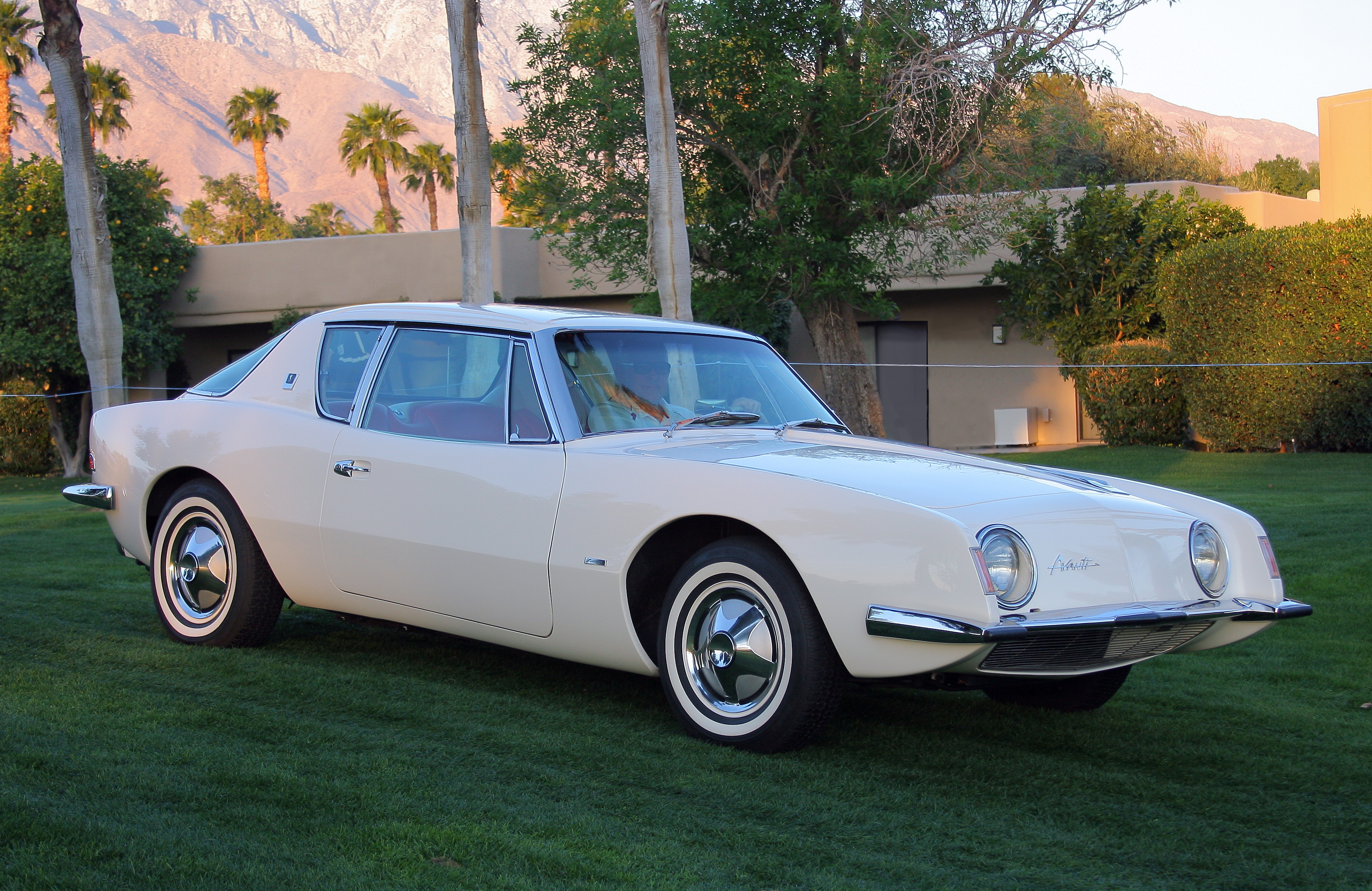
El profesor Utonium conduce un modelo deportivo Avanti, similar al Studebaker de 1963.

Los dibujos se apegan mucho más a las hojas de referencia o model sheets que servían para mantener la consistencia del estilo visual. McCracken afirmó que los diseños modificados de la película no tienen otro motivo que reflejar el desarrollo natural de su habilidad como dibujante. El delineado grueso y la falta de un sombreado muy elaborado son aspectos de la serie que aquí se mantuvieron. El diseño de las protagonistas tiene un esquema de colores simple y consta de formas geométricas que crean una imagen simplificada de cómo lucen las niñas reales. Las tres tienen ojos enormes y sus extremidades son oblongas y regordetas, carentes de manos y pies, mientras que el profesor Utonium es de facciones rectangulares y silueta lineal. Moon rediseñó la residencia familiar para brindarle más amplitud, de modo que las heroínas pudieran revolotear libremente por el interior. Su fachada está inspirada en la villa Arpel de Mon oncle (1958), uno de los largometrajes favoritos de McCracken. Sobre entornos como este, la crítica de cine Jane Horwitz señaló que todo está en colores pastel, con salas de estar separadas en niveles y «muebles trapezoidales» dibujados al estilo modernista de los años 1960. A su vez, el reseñador Bob Logino sintió que los escenarios «emanan el dinamismo futurista de los años 1950» como una obra del pintor David Hockney.
En la producción hubo una persona especialmente dedicada a diseñar los vehículos que pueblan las calles de Townsville. El profesor Utonium conduce un modelo deportivo Avanti en lugar de su anterior auto familiar, puesto que —en palabras de McCracken— «alguien con un hogar así [de lujoso] no conduciría un station wagon». También se diseñó un logo ligeramente diferente al del programa para incluirlo en la secuencia de créditos inicial, justo después de que nacen las Powerpuff Girls. Algunas partes de la escena siguiente, ambientada en el laboratorio del profesor, pasaron por un proceso de restauración digital, ya que los fondos enviados desde el extranjero estaban tan gravemente doblados que era imposible escanearlos sin que las arrugas fuesen evidentes en la imagen final. También era necesario que estos materiales gráficos tuvieran el tamaño y el nivel de detalle suficiente para aquellos desplazamientos de cámara que parten desde el fondo del escenario hasta un punto de colocación más apartado. Como grado de complejidad adicional, cualquier error pequeño cometido durante la producción podía verse magnificado en la gran pantalla de cine.

### Edición
El primer corte de edición le pareció muy intenso a los representantes de Cartoon Network; incluso, hubo quien comparó su tono «oscuro» con el del filme Akira (1988) cuando, de por sí, la trama presentaba un Mojo Jojo cuya maldad alcanzaba niveles nunca antes vistos en la serie de televisión. Lauren Faust discrepó: «Supongo que hay personas que, cuando piensan en Powerpuff Girls, imaginan corazones rosados y arcoíris, y cuando obtienen monos malvados que se apoderan del mundo piensan: “¡Whoa! ¿dónde están los unicornios?”». McCracken concordó con que la película es más dramática que la serie, pero que, más allá del tono serio, contiene los elementos que se esperarían de un episodio normal. Por intervención de Warner Bros. se omitieron algunos momentos que hacían que la historia discurriera más lento, pero nada «tan desastroso» que afectara el resultado final. Así, The Powerpuff Girls Movie dura setenta minutos en su edición final.
Entre las escenas eliminadas está aquella en que las protagonistas actúan a expensas de su padre para construir el observatorio encima del volcán; solo algunos fragmentos están presentes en la película a modo de montaje en que la música suprime los diálogos. Imágenes demasiado violentas de monos atacando ciudadanos también quedaron por fuera, al igual que la parte en que las personas caen de un edificio a punto de colapsar, pues se temía que recordara a los atentados terroristas del 11 de septiembre de 2001. McCracken dijo que él y su equipo solían salirse con la suya cuando se trataba de incluir contenido extremo en la serie de televisión, mientras que la película, al ser más arriesgada en un sentido de negocios, se enfrentó a un fuerte escrutinio porque debía llevar la etiqueta de entretenimiento familar sin causar objeciones de los padres.

### Banda sonora
Al igual que en la serie, la banda sonora es obra de James L. Venable, quien también había compuesto la música de animaciones como Samurai Jack o Clerks. En el caso de The Powerpuff Girls, se familiarizó con el trabajo de bandas como The Chemical Brothers y Propellerheads, con «scores de viejas películas de monstruos» y con los grupos de música alternativa que McCracken disfrutaba. La cinta refleja estas influencias y contiene una mezcla de música electrónica con orquestación tradicional; Dell Hake dirigió el conjunto de cincuenta músicos dentro de un estudio de grabación perteneciente a la compañía Paramount. Por petición de McCracken, Venable usó sonidos de cuerda falsos para simbolizar la insinceridad de Jojo cuando este conoce a las protagonistas, acompañados por rasguños de elepé y un melotrón similar al de «Strawberry Fields Forever», de The Beatles. Los temas de Blossom tienen el carácter más «heroico», en los de Bubbles suenan campanas y los de Buttercup incluyen riffs «crudos» de guitarra que la caracterizan como la más dura del trío. A diferencia del villano, las emociones de ellas están representadas por instrumentos de cuerda reales. En favor de «respetar las expectativas de la audiencia», McCracken se opuso a incluir números musicales, pues creía que estos se interpondrían en «el cuerpo de la historia». No obstante, los créditos finales incluyen una versión punk-rock del tema de cierre del programa, interpretado nuevamente por la banda Bis, además de «Pray for the Girls» de Black Francis y «That's What Girls Do» del grupo No Secrets.

### Detalles técnicos
La película, masterizada en resolución 2K y presentada en technicolor, tiene una relación de aspecto de 1.85:1 (es decir, imagen panorámica o widescreen, adecuada al estándar cinematográfico) y se proyectó en los cines con el formato impreso de 35 milímetros. McCracken y Moon notaron que los colores de algunas escenas no resultaron como querían en la impresión final, contrario a lo que habría sido si la película se hubiese proyectado en formato digital. Por otro lado, la mezcla de audio implementa los sistemas multicanal DTS y SDDS con tecnología de compresión Dolby Digital.

## Promoción y mercadotecnia
The Powerpuff Girls Movie, al no tener una lista de actores, guionistas o compositores renombrados, fue un caso particular en el cine basado en propiedades animadas. El periodista Amid Amidi consideró esto «resfrescante», pero comentó que el diseño del cartel promocional le causaba incomodidad, porque las protagonistas posaban con expresiones de enojo: «Supongo que esto funciona en el contexto del programa, pero no lo vuelve [al cartel] más atractivo o interesante». Warner Bros. comercializó la película para el público principal de la serie: niños de dos a once años; McCracken mencionó que, «en teoría», la compañía estaba invirtiendo veinte millones USD en esta práctica, aunque parecía haber poco material promocional a dos semanas del estreno. En el libro The Animated Movie Guide (2005), W. R. Miller contrasta que Lilo & Stitch y Men in Black II tuvieron una campaña publicitaria con seis meses de anticipación. Jim Samples, el exvicepresidente ejecutivo y gerente general de Cartoon Network, dijo que los anuncios de la película no llegaron a canales como MTV y The WB sino siete días antes del debut en taquilla.

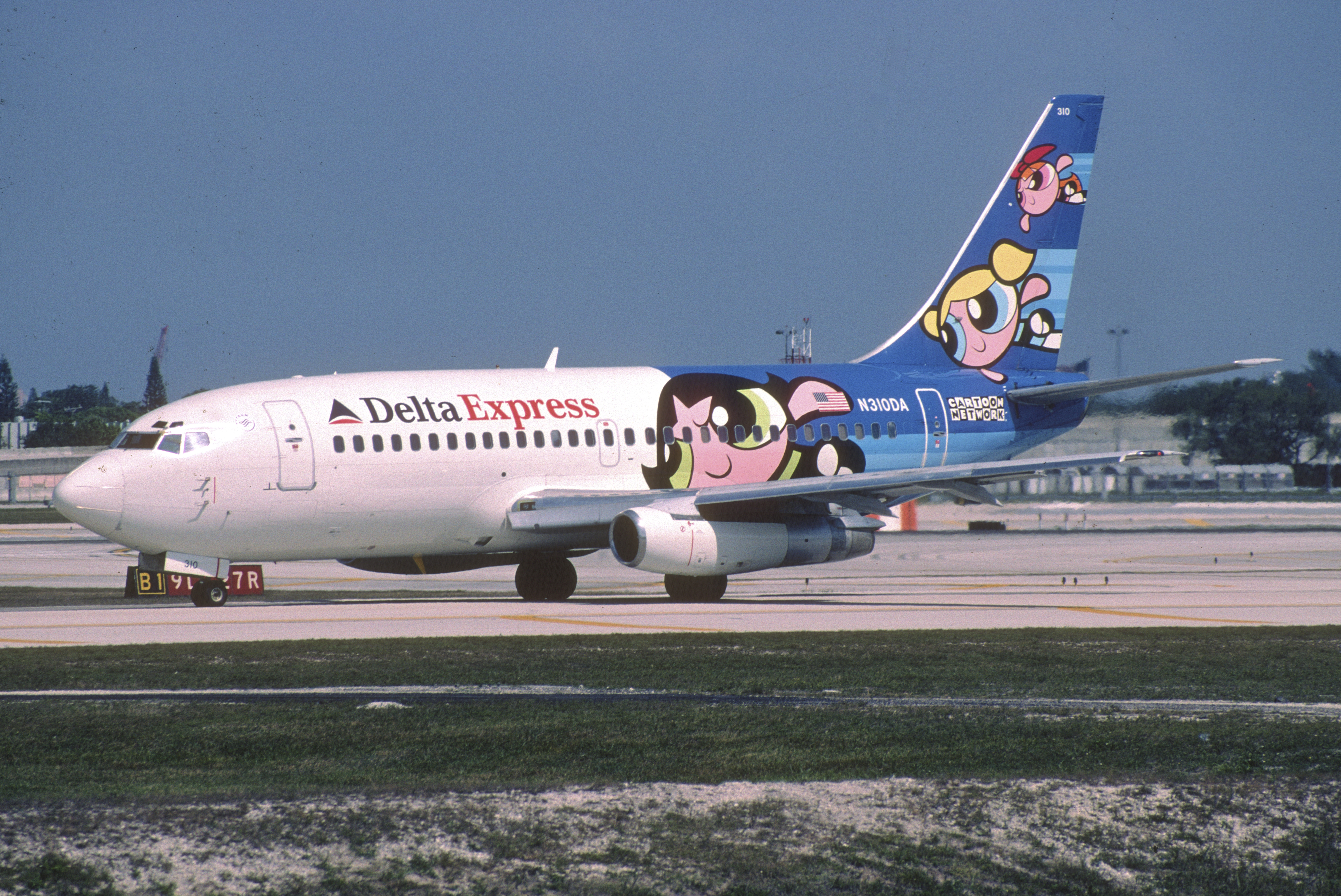
Un avión Boeing 737-200 sirvió para promocionar la película.

Cartoon Network utilizó su sitio web para promocionar la película y publicó ahí las bases del concurso «Be an Artist», que invitaba a la audiencia estadounidense de hasta dieciocho años a enviar sus dibujos con la esperanza de verlos en una escena. Los retratos familiares que figuran en el filme (uno dibujado por Bubbles y otro impreso por la policía) fueron parte de una votación en línea. McCracken escogió a los finalistas con base en distintos criterios y la ganadora principal fue Laura Kramer de trece años, oriunda de Ligonier (Indiana). En América Latina, los niños pudieron entrar a un sorteo cuyos premios mayores fueron una videocámara digital y cuatro boletos para ver la película. Esta promoción contó con un comercial filmado en el Fox Theatre de Atlanta (Georgia) y tuvo cuatro ganadores principales de Brasil, Argentina, México y Venezuela. La aerolínea Delta Express adornó uno de sus aviones Boeing 737-200 de uso comercial con la imagen de Blossom, Bubbles y Buttercup, y los clientes recibieron artículos publicitarios como botones, hojas de actividades y tatuajes temporales. Cabe mencionar que Delta ya había utilizado una de sus aeronaves para promocionar The Powerpuff Girls en el año 2000.
La compañía Daisy Rock produjo una guitarra eléctrica a escala 22 ½” con las Powerpuff Girls plasmadas en un cuerpo en forma de corazón (modelo conocido como «la heartbreaker»), y otra con Mojo Jojo en un cuerpo de aliso de calidad «prémium» a escala 24 ¾”, ambas con un diapasón hecho con madera de arce y decorado con pequeñas estrellas. De los raros cien ejemplares, algunos se sortearon durante el bloque de programación Cartoon Cartoon Fridays el 31 de mayo de 2002. Otro número reducido de copias estuvo disponible en la tienda en línea de Cartoon Network durante un corto período. En julio de ese año, la cadena de restaurantes Jack in the Box ofreció seis juguetes inspirados en la película como parte de sus menús infantiles. Estos eran Kung-Fu Bubbles, Punching Buttercup (Buttercup golpeadora), Karate Kick Blossom (Blossom con patada de karate), Mojo Jojo's Volcano Viewer (observatorio volcánico de Mojo Jojo), Bulging Brains Mojo Jojo (Mojo Jojo con el cerebro abultado) y Skyscraper Mo Mojo Jojo (Mo Mojo Jojo en el rascacielos).
De igual manera, Cartoon Network se alió con las cadenas Walmart, Mervyns y Toys "R" Us para promocionar la película en tiendas departamentales de Estados Unidos. También hubo empaques tematizados para las marcas Kellogg's (cereales), Keebler (galletas), Airheads (caramelos) y Dreyer's (helados), además de anuncios comerciales personalizados para la campaña Got Milk?. DC Comics publicó la adaptación oficial de la película a formato de historieta, con 48 páginas escritas por Amy Keating Rogers e ilustradas por Phil Moy, Christopher Cook y Mike DeCarlo, mientras que la empresa Scholastic editó dos libros de cuentos: Movie Storybook #1 de Tracey West y Movie Storybook #2 de Howie Dewin. En agosto de 2002, la MTR Corporation, una operadora de transporte público en Hong Kong que anteriormente había usado a las Powerpuff Girls como embajadoras en una campaña que promovía la seguridad de los usuarios del metro, publicitó el debut de la película en China vendiendo un conjunto de boletos conmemorativos que venían con una pegatina, un cupón de cine para quienes iban a ver la película y un llavero de felpa de una de las tres protagonistas.

## Estreno y recaudación
El preestreno de la película, organizado por Warner Bros. en el distrito Century City de Los Ángeles, ocurrió el 22 de junio de 2002, con la presencia del reparto y el equipo de producción, además de celebridades como Melissa Gilbert, Christine Lahti, Harry Hamlin y Lisa Foiles. Debido a las escenas de «destrucción y villanía», «constante acción frenética» y «animales de zoológico sometidos a experimentos de laboratorio», la Motion Picture Association le asignó la clasificación PG para sugerir que los adultos acompañaran a los niños al cine. «Eso, para mí, es una gran reseña», comentó McCracken, quien además catalogó la película como una de «acción veraniega». La proyección tenía como antesala un corto de Dexter's Laboratory con clasificación G, titulado Chicken Scratch, en el que Dexter —un pequeño inventor— se contagia de varicela y teme que rascarse lo convierta en un pollo de verdad.
Varios niños emitieron opiniones positivas luego de una proyección anticipada en la ciudad de Tampa. Dada la popularidad del programa, los analistas predijeron que The Powerpuff Girls Movie generaría quince millones USD durante sus primeros cinco días en la taquilla doméstica (es decir, dentro de Estados Unidos y Canadá), desde el 3 de julio de 2002. La cinta recaudó 6.1 millones USD al cabo de cinco días (3.5 millones en su apertura), de modo que solo llegó a la novena posición en la lista de las películas más rentables de ese período. Men in Black II, estelarizada por Will Smith, superó al resto de las proyecciones de esa semana con la inflada suma de 87 millones USD. Jim Samples, gerente general de Cartoon Network en ese momento, admitió que estos números eran una «gran decepción», pero mantuvo esperanzas de que a la película le iría mejor en el extranjero y a través de las ventas de DVD. Por su lado, Brandon Gray de Box Office Mojo aseveró que los fanes de mayor edad quedaron «alienados» cuando muchas salas no proyectaron la precuela en funciones del horario vespertino.
En el promedio semanal registrado hasta finales de agosto, la película tuvo un desempeño decreciente; solo a mediados del mes experimentó un aumento de 679 % en su número de ingresos para pasar de la casilla 86 a la 43. Luego de su distribución en los mercados internacionales (a lo largo de Europa, Asia, Asia-Pacífico, África y América Latina), generó cinco millones adicionales a los 11.4 acumulados en la taquilla doméstica. En total, The Powerpuff Girls Movie recaudó 16 426 471 USD alrededor del mundo (69.5 % proveniente del mercado Estados Unidos-Canadá y 30.5 % de otros países), en contraste con su presupuesto de once millones. Entertainment Weekly la calificó como uno de los estrenos decepcionantes del verano en lo que a número de recaudación se refiere. Según otro listado publicado por Screen Rant en 2018, es una de las veinticinco películas de superhéroes con menores ingresos en la taquilla mundial.
En cuanto a por qué la cinta fracasó en remunerar con creces la inversión presupuestaria, Mike Lazzo, el exvicepresidente sénior de Adult Swim, dijo que hubo una mal balance entre «los negocios» —por cuándo y cómo se decidió lanzarla— y «lo creativo» —considerándola una propuesta «buena» en lugar de «brillante»—. Incluso Hey Arnold!: The Movie (otra película que supuso una competencia por estar basada en un programa animado) falló en generar grandes cifras. Dave Karger de Entertainment Weekly especuló: «¿Debió una película de “Powerpuff” salir dos años antes para capitalizar en el furor por la caricatura?». A raíz del fiasco financiero, Cartoon Network descartó los planes de producir más largometrajes basados en sus animaciones. En 2013, McCracken comentó: «Los niños no vinieron [...] muchos varones que eran fanes [del programa] no querían decírselo a la gente y no compraron boletos. Hay cierta seguridad en ver Powerpuff desde casa si eres un chico».
| Fechas de estreno     | Fechas de estreno            | Fechas de estreno                        | Fechas de estreno        |
| --------------------- | ---------------------------- | ---------------------------------------- | ------------------------ |
| Estados Unidos Canadá | 3 de julio de 2002           | España Taiwán                            | 23 de agosto de 2002     |
| Filipinas             | 10 de julio de 2002 (Manila) | Francia                                  | 28 de agosto de 2002     |
| Chile                 | 11 de julio de 2002          | Australia Israel Rusia                   | 19 de septiembre de 2002 |
| Brasil Colombia       | 12 de julio de 2002          | Corea del Sur Dinamarca Suecia Sudáfrica | 20 de septiembre de 2002 |
| México                | 19 de julio de 2002          | Reino Unido                              | 18 de octubre de 2002    |
| Perú                  | 24 de julio de 2002          | República Checa                          | 24 de octubre de 2002    |
| Argentina             | 26 de julio de 2002          | Italia                                   | 8 de noviembre de 2002   |
| Japón                 | 3 de agosto de 2002          | Irlanda                                  | 20 de diciembre de 2002  |
| Filipinas             | 21 de agosto de 2002 (Dávao) | Kuwait                                   | 25 de febrero de 2003    |

## Recepción crítica
La reacción de los críticos hacia The Powerpuff Girls Movie ha sido dispar. El sitio web Rotten Tomatoes registra 103 reseñas sobre la película e indica que un 63 % de ellas son aprobatorias; su veredicto afirma que se trata de una historia «muy divertida» que se desarrolla como «un episodio extendido». Metacritic, con un sistema de valoración similar, señala que las veintiséis opiniones registradas (dieciséis positivas y nueve mixtas) generan una nota favorable de 64 sobre 100. Nell Minow de Common Sense Media afirmó que la película puede «conquistar a cualquiera», independientemente de cuán familiarizado se esté con el programa televisivo. New Sunday Times, al igual que Lisa Schwarzbaum de Entertainment Weekly, elogió la animación, particularmente de la secuencia en que las protagonistas juegan tag. En contraste, Ben Nuckols de Associated Press aseguró que las escenas posteriores carecen del mismo «nivel de excitación hipercinética», lo que consideró «una pena, porque las chicas son encantadoras y la película está hábilmente hecha».
Nathan Rabin de The A.V. Club destacó el «ingenio anárquico» del acto que involucra al villano Mojo Jojo, tan «divertido y mordaz que la alegre afabilidad de las chicas no tiene oportunidad alguna [contra él]». Jerry Beck escribió en Animation World Network que el filme goza de «visuales magníficos», pero le achacó «problemas de historia». Christene Meyers de Billings Gazette sintió que la historia pudo abarcar menos tiempo, en contraste con KJB de IGN, quien aseguró que setenta minutos es una duración justa. Michael Rechtshaffen de The Hollywood Reporter también criticó ese aspecto: «Habría sido bueno si el creador y director [...] Craig McCracken hubiera ideado una mejor manera de aprovechar todo ese tiempo extra en lugar de simplemente estirar todo». Sin embargo, resaltó la labor de Mike Moon como director de arte: «Al menos ese aspecto retro dibujado y pintado a mano no ha perdido nada [en la transición a la gran pantalla]».
Mike Clark de USA Today la calificó con escasas dos estrellas y se mostró poco impresionado por el estilo visual, al igual que Bob Ross de The Tampa Tribune, quien escribió: «El material gráfico luce barato, geométrico y repetitivo. Las voces son marginalmente más entretenidas [...] McCracken, un veterano de la serie de TV, parece no preocuparse por la variedad visual o la profundidad artística». Mientras tanto, Stephen Whitty de The Oregonian la juzgó como «un producto, no una película». En cambio, Dan Via de The Washington Post opinó que «aun con sus defectos, The Powerpuff Girls Movie ofrece el ritmo dramático, la vivacidad y el encanto que es difícil de encontrar en el multicine veraniego». Mariano Kairus del diario Página/12 la caracterizó como «una de las películas de dibujos animados más felizmente extrañas que hayan llegado al cine en bastante tiempo», cuyos elementos heredados de su versión televisiva hacen que luzca y se sienta «tan poco comercial». En el portal Dark Horizons, Garth Franklin destacó «la música techno, los llamativos efectos de sonido» y los cortes de edición rápidos que en conjunto ayudan a «superar la historia básica». Robert Lloyd de LA Weekly también fue positivo: «No es aburrida, luce fantástica y mantiene el ingenio y el espíritu de la [serie] original».
Alan Morrison de la revista Empire cuestionó la aparente moraleja que deja el final: «Puedes vencer al tipo malo si pateas y golpeas más fuerte que él». Contrariamente, Marc Savlov de The Austin Chronicle consideró que la película hace bien en transmitir «un serio mensaje de empoderamiento para niños y niñas por igual». En Seattle Post-Intelligencer, Paula Nechak advirtió sobre la «intensidad crónica y sobreestimulación» que la cinta puede generar, temiendo que el mensaje (sobre reivindicar las cosas que vuelven a alguien especial) pudiera perderse entre el número de escenas violentas. George Meyer de Sarasota Herald-Tribune juzgó que, debido a eso último y algunas «imágenes bastante perturbadoras», la película puede asustar a algunos niños no tan pequeños. «La cuestión es que The Powerpuff Girls Movie es increíblemente violenta», escribió Soren Andersen para The News Tribune; «Cierto, nadie muere o sangra, pero la cantidad de destrucción comprimida en solo 77 minutos de duración es realmente abrumadora».
Kevin Lally de Film Journal International aseveró que, en repercusión de los atentados terroristas del 11 de septiembre de 2001, ya no resultaba «perversamente divertido ver la constante destrucción de la ciudad de Townsville». De igual manera, Carrie Rickey de The Philadelphia Inquirer afirmó que la intensidad de la película daba «escalofríos» en conciencia de aquellos atentados. Justo Elorduy de El Norte, aunque emitió una reseña aprobatoria, la catalogó como «uno de los casos donde una película dirigida para público infantil es más para adultos que para niños», pues «se nota muy abiertamente la agresividad y violencia que se pasa por alto en la pantalla chica». En el mismo medio, Diana González afirmó que «el filme está hecho para divertir», pero a la vez «su historia parece una fuerte crítica a la ciencia, o más bien al uso descuidado de la misma», por lo que «no está de más descubrir sus mensajes ocultos».
Pese a haber generado opiniones diversas, The Powerpuff Girls Movie ocupó la octogésima sexta posición entre las cien mejores películas animadas de la historia en una lista elaborada por la Sociedad de Críticos de Cine en Línea en 2003. En noviembre de ese año también recibió el premio EPIC otorgado por The White House Project (una organización sin ánimo de lucro) por representar el liderazgo femenino en el medio del cine. Por otro lado, el equipo de la revista Paste la posicionó en 2019 como septuagésimo segunda en su listado sobre las cien mejores películas de superhéroes de todos los tiempos.

## Edición en DVD
La edición en DVD, publicada por Warner Home Video el 5 de noviembre de 2002, figuró como decimonovena en el listado Top DVD Sales de Billboard al final de ese mes. La película está presentada en formato cuadrado, a diferencia de la versión en pantalla ancha proyectada en los cines, mientras que el audio está comprimido en una pista envolvente de 5.1 canales. Las reseñas sobre este lanzamiento coincidieron en que fue una decisión extraña cortar una cuarta porción de los cuadros, pero destacaron la nitidez, el coloreado y la calidad del sonido. Steven Horn de IGN emitió: «Las chicas jamás habían lucido mejor [...] pero la maldita cosa está en pantalla completa [...] La paleta de colores es preciosa y exuberante. Verás algunos colores que nunca creíste posibles en la animación».
Esta edición también incluye varios suplementos. En una pista de audio alternativa, Craig McCracken y Mike Moon discuten la realización de la película y abordan a detalle sus inspiraciones, las innovaciones técnicas y lo que planearon para cada secuencia. En otra selección de audios son los personajes quienes brindan su perspectiva sobre la cinta. También se incluyó un minidocumental sobre la producción, entrevistas a las Powerpuff Girls, Mojo Jojo, al alcalde y un extra, una corta secuencia animada a modo de prueba, seis escenas eliminadas de variada duración y avances de lanzamientos relacionados con otras series de Cartoon Network. Chicken Scratch, el corto de Dexter's Laboratory que precedía a la proyección en los cines, también es un material adicional del DVD.